# Liste der Stolpersteine in Bersenbrück
Die Liste der Stolpersteine in Bersenbrück enthält die Stolpersteine, die im Rahmen des gleichnamigen Kunst-Projekts von Gunter Demnig in Bersenbrück verlegt wurden. Mit ihnen soll an die Opfer des Nationalsozialismus erinnert werden, die in Bersenbrück lebten und wirkten.

## Liste der Stolpersteine
| Name               | Adresse               | Bild                                | Inschrift | Verlegedatum  | Biografie und Anmerkungen |
| ------------------ | --------------------- | ----------------------------------- | --- | ------------- | ------------------------- |
| Adolf Wexseler     | Ankumer Straße 23 ·   | Stolperstein für Adolf Wexseler     | Hier wohnte Adolf Wexseler Jg. 1876 deportiert 1941 Riga ermordet 5.2.1942                                                               | 23. Juni 2021 |                           |
| Paulina Wexseler   | Ankumer Straße 23 ·   | Stolperstein für Paulina Wexseler   | Hier wohnte Paulina Wexseler Jg. 1879 deportiert 1941 Riga ermordet 5.2.1942                                                             | 23. Juni 2021 |                           |
| Eduard de Levie    | Bramscher Straße 25 · | Stolperstein für Eduard de Levie    | Hier wohnte Eduard de Levie Jg. 1880 Flucht 1937 Holland interniert Westerbork deportiert 1943 Sobibor ermordet 16.7.1943                | 23. Juni 2021 |                           |
| Bertha de Levie    | Bramscher Straße 25 · | Stolperstein für Bertha de Levie    | Hier wohnte Bertha de Levie geb. Steinburg Jg. 1874 Flucht 1937 Holland interniert Westerbork deportiert 1943 Sobibor ermordet 16.7.1943 | 23. Juni 2021 |                           |
| Erna de Levie      | Bramscher Straße 25 · | Stolperstein für Erna de Levie      | Hier wohnte Erna de Levie Jg. 1910 Flucht 1935 Holland interniert Westerbork deportiert 1944 Auschwitz ermordet 30.6.1944                | 23. Juni 2021 |                           |
| Siegfried de Levie | Bramscher Straße 25 · | Stolperstein für Siegfried de Levie | Hier wohnte Siegfried de Levie Jg. 1912 Flucht 1937 USA                                                                                  | 23. Juni 2021 |                           |